# كاس براون
كاس براون (بالإنجليزية: Cass Browne)‏ هو موسيقي بريطاني، ولد في 27 سبتمبر 1971 في لندن في المملكة المتحدة.

## وصلات خارجية
- كاس براون على موقع ميوزك برينز (الإنجليزية)
- كاس براون على موقع ديسكوغز (الإنجليزية)